# پیتر متیوز
پیتر متیوز (انگلیسی: Peter Matthews؛ زادهٔ ۱۳ نوامبر ۱۹۸۹) یک دونده اهل جامائیکا است. وی در مسابقات کشوری و بین‌المللی در مجموع برندهٔ ۱ مدال نقره شده‌است.